# (36325) 2000 LF29
2000 LF29 (asteroide 36325) é um asteroide da cintura principal. Possui uma excentricidade de 0.23622170 e uma inclinação de 3.29549º.
Este asteroide foi descoberto no dia 9 de junho de 2000 por LONEOS em Anderson Mesa.